# Tsepo Masilela
Peter Tsepo Masilela (* 5. Mai 1985 in Witbank) ist ein südafrikanischer Fußballspieler. Der Verteidiger steht seit 2019 beim südafrikanischen Klub AmaZulu Durban unter Vertrag.

## Karriere
Masilesa spielte ab der Saison 2004/05 Benoni Premier United in der ersten Liga. Vorausgegangen war ein Tausch der Ligaplätze mit dem in Konkurs gegangenen Erstligisten Hellenic FC. Masilela, zuvor Hellenic-Spieler, wurde in Folge vom frischgebackenen Erstligisten Benoni aus der Konkursmasse des Vereins übernommen. 14 Spieltage lang kämpfte die am Tabellenende liegende Mannschaft gegen den Abstieg, verpasste den Klassenerhalt aber letztlich um zwei Punkte. Zwei Jahre später gelang dann der Aufstieg auf sportlichem Wege. Im Sommer 2007 wechselte Masilela zum israelischen Erstligisten Maccabi Haifa, für den er seither als Stammspieler auf der Linksverteidigerposition agiert. Mit Haifa gewann er 2008 den Ligapokal und 2009 die israelische Meisterschaft. Nach einem Jahr Leihe in Madrid wechselte er zurück in seine Heimat, zu den Kaizer Chiefs.
Masilela nahm 2006 als Zweitligaspieler ohne vorherigen Länderspieleinsatz an der Afrikameisterschaft 2006 teil und debütierte im abschließenden Gruppenspiel gegen Sambia (0:1). Auch zwei Jahre später bei der Afrikameisterschaft 2008 gehörte Masilela zum Aufgebot und kam beim enttäuschenden Vorrundenaus in allen drei Partien zum Einsatz. Beim Konföderationen-Pokal 2009 gehörte er unter Trainer Joel Santana ebenfalls zum Stammpersonal und bildete während des Turniers gemeinsam mit Matthew Booth, Aaron Mokoena und Siboniso Gaxa die Abwehrformation.